# Atletica leggera ai Giochi della XV Olimpiade - 3000 metri siepi

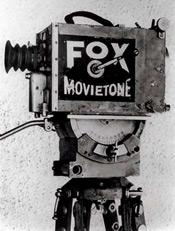
Video della Finale

La competizione dei 3000 metri siepi di atletica leggera ai Giochi della XV Olimpiade si è disputata nei giorni 23 e 25 luglio 1952 allo Stadio olimpico di Helsinki.

## L'eccellenza mondiale
| Campione olimpico 1948 | 9'04”6        | Tore Sjöstrand  | Rit. 1951 |
| Campione europeo 1950  | 9'05”4        | Jindrich Roudny | Rit. 1951 |
| Primatista europeo     | 8'48”6 (1952) | V. Kazancev     | Presente  |
| Primatista stagionale  | 8'48”6        | V. Kazancev     | Presente  |

1. ↑  Stabilito il 17 giugno. Costituisce anche la miglior prestazione mondiale non ufficiale. L'IAAF inizierà l'albo d'oro iridato della disciplina nel 1954.
2. ↑  Fino al 20 luglio 1952.

## La gara
In giugno il sovietico Kazancev stabilisce il nuovo record europeo con 8'48"6. Si prevede che ad Helsinki la farà da padrone.

In finale, invece, l'americano Ashenfelter, con una gara sempre all'attacco, arriva primo al traguardo stabilendo anche il nuovo record olimpico.

La vittoria Ashenfelter è una delle più contro-pronosticate di quest'edizione dei Giochi.

## Risultati

### Turni eliminatori
| 3 Batterie | 23 luglio | 13 + 12 + 10   | Si qualificano i primi 4. |
| Finale     | 25 luglio | 12 concorrenti |                           |

### Batterie
| Pos. | Atleta                   | Nazione          | Tempo Ufficiale | Tempo Ufficioso |
| ---- | ------------------------ | ---------------- | --------------- | --------------- |
| 1    | Vladimir Kazancev        | Unione Sovietica | 8'58"0          | 8'58"17         |
| 2    | Günter Heßelmann         | Germania         | 9'05"0          | 9'04"93         |
| 3    | Gunnar Karlsson-Tjörnebo | Svezia           | 9'05"4          | 9'05"59         |
| 4    | Cahit Önel               | Turchia          | 9'06"0          | 9'06"02         |
| 5    | Jindřich Roudný          | Cecoslovacchia   | 9'06"4          | 9'06"92         |
| 6    | Kauko Lusenius           | Finlandia        | 9'26"8          |                 |
| 7    | Kenneth Johnson          | Gran Bretagna    | 9'27"0          |                 |
| 8    | Dragutin Štritof         | Jugoslavia       | 9'28"0          |                 |
| 9    | Victor Firea             | Romania          | 9'29"2          |                 |
| 10   | Guillermo Solá           | Cile             | 9'32"2          |                 |
| 11   | Pierre Prat              | Francia          | 9'32"8          |                 |
| 12   | Gulzara Singh Mann       | India            | 9'48"6          |                 |
| -    | William Ashenfelter      | Stati Uniti      | Rit.            | Rit.            |

| Pos. | Atleta             | Nazione          | Tempo Ufficiale | Tempo Ufficioso |
| ---- | ------------------ | ---------------- | --------------- | --------------- |
| 1    | John Disley        | Gran Bretagna    | 8'59"4          | 8'59"59         |
| 2    | Olavi Rinteenpää   | Finlandia        | 8'59"4          | 8'59"71         |
| 3    | József Apró        | Ungheria         | 9'00"4          | 9'00"60         |
| 4    | Helmut Gude        | Germania         | 9'04"2          | 9'04"74         |
| 5    | Fyodor Marulin     | Unione Sovietica | 9'08"4          | 9'08"73         |
| 6    | Ali Baghbanbashi   | Iran             | 9'13"2          | 9'13"43         |
| 7    | Jan Kielas         | Polonia          | 9'15"4          | 9'15"62         |
| 8    | André Lebrun       | Francia          | 9'17"8          |                 |
| 9    | Susumu Takahashi   | Giappone         | 9'21"6          |                 |
| 10   | Božidar Ðurašković | Jugoslavia       | 9'23"2          |                 |
| 11   | Eric Nilsson       | Svezia           | 9'25"0          |                 |
| 12   | Browning Ross      | Stati Uniti      | 9'44"0          |                 |

| Pos. | Atleta             | Nazione          | Tempo Ufficiale | Tempo Ufficioso |
| ---- | ------------------ | ---------------- | --------------- | --------------- |
| 1    | Horace Ashenfelter | Stati Uniti      | 8'51"0          | 8'51"17         |
| 2    | Mikhail Saltykov   | Unione Sovietica | 8'55"8          | 8'56"05         |
| 3    | Curt Söderberg     | Svezia           | 9'02"4          | 9'02"30         |
| 4    | Chris Brasher      | Gran Bretagna    | 9'03"2          | 9'03"18         |
| 5    | Urho Julin         | Finlandia        | 9'09"4          | 9'09"54         |
| 6    | László Jeszenszky  | Ungheria         | 9'11"2          | 9'11"10         |
| 7    | André Paris        | Francia          | 9'30"0          |                 |
| 8    | Robert Schoonjans  | Belgio           | 9'30"6          |                 |
| 9    | Petar Šegedin      | Jugoslavia       | 9'40"2          |                 |
| -    | Víctorio Solares   | Guatemala        | Rit.            | Rit.            |

### Finale
| Pos.    | Atleta                   | Età | Nazione          | Tempo Ufficiale | Tempo Ufficioso |
| ------- | ------------------------ | --- | ---------------- | --------------- | --------------- |
| Oro     | Horace Ashenfelter       | 29  | Stati Uniti      | 8'45"4          | 8'45"68         |
| Argento | Vladimir Kazancev        | 29  | Unione Sovietica | 8'51"6          | 8'51"52         |
| Bronzo  | John Disley              | 23  | Gran Bretagna    | 8'51"8          | 8'51"94         |
| 4       | Olavi Rinteenpää         | 27  | Finlandia        | 8'55"2          | 8'55"60         |
| 5       | Curt Söderberg           | 25  | Svezia           | 8'55"6          | 8'55"87         |
| 6       | Günter Heßelmann         | 26  | Germania         | 8'55"8          | 8'55"98         |
| 7       | Mikhail Saltykov         |     | Unione Sovietica | 8'56"2          | 8'56"47         |
| 8       | Helmut Gude              | 26  | Germania         | 9'01"4          | 9'01"36         |
| 9       | József Apró              | 31  | Ungheria         | 9'04"2          | 9'04"30         |
| 10      | Cahit Önel               | 24  | Turchia          | 9'04"4          | 9'04"73         |
| 11      | Chris Brasher            | 23  | Gran Bretagna    | 9'14"0          |                 |
| 12      | Gunnar Karlsson-Tjörnebo | 25  | Svezia           | 10'26"4         |                 |

Per la sua impresa olimpica Ashenfelter viene premiato come migliore atleta USA dell'anno negli sport non professionistici («James E. Sullivan Award»).